# جین استوپنیتسکی
جین استوپنیتسکی (انگلیسی: Gene Stupnitsky؛ زادهٔ ۲۶ اوت ۱۹۷۷) نویسنده و تهیه‌کننده اهل اوکراین است.
از فیلم‌ها یا برنامه‌های تلویزیونی که وی در آن نقش داشته‌است می‌توان به سال یکم اشاره کرد.
وی همچنین برندهٔ جوایزی همچون جایزه انجمن نویسندگان آمریکا شده‌است.